# Astragalus psammophilus
Astragalus psammophilus är en ärtväxtart som beskrevs av Vitaliǐ Petrovich Goloskokov. Astragalus psammophilus ingår i släktet vedlar, och familjen ärtväxter. Inga underarter finns listade i Catalogue of Life.